# Xanthorhoe viridata
Xanthorhoe viridata là một loài bướm đêm trong họ Geometridae.